# Hexafluorofosforečnan lithný
Hexafluorofosforečnan lithný je anorganická sloučenina, lithná sůl kyseliny hexafluorofosforečné.

## Výroba
LiPF6 se vyrábí reakcí chloridu fosforečného s fluorovodíkem a fluoridem lithným.
2 PCl5 + 2 LiF + 10 HF → 2 LiPF6 + 5 Cl2

## Vlastnosti
Hexafluorofosforečnan lithný má dobrou tepelnou stabilitu, ovšem při 200 °C ztrácí polovinu hmotnosti. Při teplotách okolo 70 °C dochází k jeho hydrolýze:
LiPF6 + H2O → HF + PF5 + LiOH
Díky Lewisovské kyselosti iontu Li+ může LiPF6 katalyzovat tetrahydropyranylaci terciárních alkoholů.
V lithium-iontových akumulátorech reaguje LiPF6 s Li2CO3; reakce může být katalyzována malým množstvím HF:
LiPF6 + Li2CO3 → POF3 + CO2 + 3 LiF

## Použití
Hlavní využití má LiPF6 v lithium-iontových akumulátorech, kde se využívá jeho dobrá rozpustnost v nevodných polárních rozpouštědlech; bývá zde spolu s ethylen-karbonátem, dimethyl-karbonátem, diethyl-karbonátem a/nebo ethylmethyl-karbonátem a malým množstvím aditiva, například fluoroethylen-karbonátu nebo vinylen-karbonátem, složkou elektrolytů. Využívá se zde nereaktivnost hexafluorofosforečnanového aniontu vůči silným redukčním činidlům, jako je kovové lithium.